# Wellenberg
Wellenberg är en bergstopp i Schweiz.   Den ligger i distriktet Nidwalden och kantonen Nidwalden, i den centrala delen av landet, 70 km öster om huvudstaden Bern. Toppen på Wellenberg är 1 237 meter över havet.
Terrängen runt Wellenberg är mycket bergig. Runt Wellenberg är det ganska glesbefolkat, med 32 invånare per kvadratkilometer.. Närmaste större samhälle är Luzern, 19,6 km norr om Wellenberg. 
I omgivningarna runt Wellenberg växer i huvudsak blandskog.